# Zakri Abdoul Hamid
Zakri bin Abdul Hamid, né le 23 juin 1948, est un scientifique et diplomate malaisien.
Récipiendaire du titre honorifique fédéral « Tan Sri » décerné par le chef de l'État malaisien en 2014, il a été président fondateur jusqu'en 2016 de la Plateforme intergouvernementale scientifique et politique sur la biodiversité et les services écosystémiques (IPBES), en tant que conseiller scientifique auprès du gouvernement malaisien. Premier ministre, et était l'un des 26 membres du Conseil consultatif scientifique du Secrétaire général de l'ONU.
Entre autres postes, Zakri copréside le Secrétariat du Conseil consultatif mondial pour la science et l'innovation de Malaisie (GSIAC), et préside le Conseil national des professeurs, la Malaysian Biotechnology Corporation (BIOTECHCORP), le National Foresight Institute et le Malaysian Biotechnology Corporation. Groupe industrie-gouvernement pour la haute technologie (MIGHT).
Auparavant, il a été co-président du conseil d'administration de l'évaluation des écosystèmes pour le millénaire de juillet 2000 à 2005, directeur de l'Institut d'études avancées (IAS) de l'Université des Nations Unies (UNU) de 2001 à 2008 et vice-chancelier adjoint à Université nationale de Malaisie (Universiti Kebangsaan Malaysia) de 1992 à 2000.

## Éducation
Zakri a obtenu un diplôme du College of Agriculture, Malaya à Serdang, Malaisie, en 1969, suivi d'un baccalauréat en sciences végétales de la Louisiana State University, États-Unis (1972), ainsi que d'une maîtrise (1974) et d'un doctorat (1976) en sciences végétales. élevage de la Michigan State University.
Il a commencé à enseigner à l' Université nationale de Malaisie (Universiti Kebangsaan Malaysia) à la fin des années 1970, gravissant rapidement les échelons jusqu'à devenir chef du département de génétique (1978-1981), professeur agrégé (1980), professeur ordinaire (1986), doyen. de la Faculté des sciences de la vie (1987-1992) et vice-chancelier adjoint de l'université (1992 à 2000), à ce titre, il a dirigé 1 500 enseignants dans plusieurs facultés de l'une des plus grandes universités publiques de Malaisie, avec 20 000 étudiants de premier cycle et de troisième cycle. étudiants diplômés.

## Carrière
Points forts:
1981-1989 : Secrétaire général de la Société pour l'avancement de la recherche sur la sélection en Asie et en Océanie, 1994-1998 : Président d'un groupe de travail chargé de préparer la politique nationale sur la diversité biologique, 1994-2000 : Président fondateur de la Société de génétique de Malaisie, et 1996-2000 : président fondateur du Comité consultatif national sur les modifications génétiques.
1990-1992 : délégué principal de la Malaisie lors des négociations de la Convention des Nations Unies sur la diversité biologique (CDB), puis à la tête de la délégation de son pays à la Conférence des parties au traité (1993-2000). Il a également dirigé la délégation malaisienne au début des négociations intergouvernementales (1995-2000) du Protocole de Cartagena sur la biosécurité.
2000 : Nommé directeur de l'Institut d'études avancées (UNU-IAS) de l'Université des Nations Unies à Yokohama, au Japon, l'un des plus grands centres de recherche et de formation de l'ONU. Au cours d'un mandat de huit ans, il a transformé l'UNU-IAS en une institution de renommée internationale active dans un large éventail de domaines tels que la bioprospection génétique, la biodiplomatie, la gouvernance, la gestion urbaine, la politique scientifique pour le développement durable, la protection des connaissances traditionnelles et l'éducation au développement durable.
2000 : Élu coprésident du conseil d'administration du Millennium Ecosystem Assessment (MA), l'une des plus grandes collaborations scientifiques jamais réalisées au monde. Pendant cinq ans, l'EM a mobilisé les efforts combinés de plus de 2 000 experts de 95 pays dans une évaluation scientifique intégrée des conséquences du changement des écosystèmes sur le bien-être humain et des actions nécessaires pour faire face à ces menaces. Représenté au Conseil multipartite : organismes des Nations Unies, gouvernements, ONG, universités, entreprises et peuples autochtones. Kofi Annan, alors secrétaire général de l'ONU, dans son « Rapport du millénaire », a salué l'AM comme « un exemple exceptionnel du type de coopération scientifique et politique internationale qui est nécessaire pour faire avancer la cause du développement durable ».
2009 : Nommé Tuanku Chancellor Chair à l'Universiti Sains Malaysia (USM). La même année, il fonde le Center for Global Sustainability Studies de l'USM, un groupe de réflexion postuniversitaire sur les défis du changement climatique, de la dégradation de l'environnement, de l'étalement urbain et d'autres dimensions du changement mondial.
2010 : Nommé conseiller scientifique auprès du Premier ministre de Malaisie.
2011 : Nommé co-président du Secrétariat du Conseil consultatif mondial pour la science et l'innovation de Malaisie (GSIAC), une assemblée unique d'experts et de dirigeants internationaux et nationaux de premier plan créée pour soutenir le développement durable de la Malaisie.
2011 : Nommé coprésident du Groupe industrie-gouvernement malaisien pour la haute technologie (MIGHT). MIGHT est une société à but non lucratif placée sous la tutelle du Premier ministre de Malaisie, qui établit des partenariats entre l'industrie, le gouvernement et le monde universitaire pour soutenir les efforts du pays visant à faire progresser les compétences en haute technologie.
2012 : Co-présidé le Comité consultatif international de haut niveau de la Conférence mondiale sur la justice, la gouvernance et le droit sur la durabilité de l'environnement, tenue en conjonction avec la Conférence des Nations Unies sur l'environnement et le développement (Rio+20). Également nommé au Groupe de haut niveau sur l'évaluation mondiale des ressources de la Convention des Nations Unies sur la diversité biologique pour la mise en œuvre du Plan stratégique pour la biodiversité 2011-2020.
Le 27 janvier 2013, lors de la première réunion plénière de 105 États membres, il a été élu président fondateur de la Plateforme intergouvernementale sur la biodiversité et les services écosystémiques, un nouvel organisme intergouvernemental destiné à la lutte contre la perte accélérée de la biodiversité et la dégradation des services écosystémiques à l'échelle mondiale. Souvent comparée à un organisme de type GIEC pour la biodiversité, l'IPBES comblera le fossé entre les scientifiques et les décideurs politiques, en fournissant des données et des informations scientifiques à jour, précises et impartiales pour permettre la formulation d'une meilleure réponse politique en matière de gestion de la biodiversité.
En octobre 2013, l'un des 26 scientifiques nommés au Conseil consultatif scientifique du Secrétaire général de l'ONU, qui s'est réuni pour sa réunion inaugurale à Berlin le 30 janvier 2014.
En septembre 2018, il a été nommé chancelier professionnel de l'Université multimédia de Malaisie.

## Vie privée
Zakri est né le 23 juin 1948 à Pahang, en Malaisie. Il est marié et père de cinq enfants.

## Honneurs et récompenses

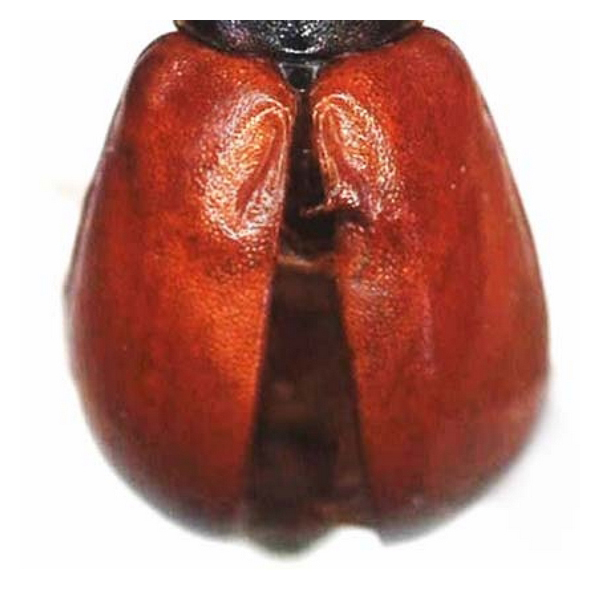
Paleosepharia zakrii, un coléoptère Chrysomelidae nommé d'après Zakri

- Prix Fulbright-Hays de conférencier malaisien décerné par la Commission malaiso-américaine sur les échanges éducatifs (1981)
- Le titre "Dato" du Sultan de Pahang (1991)
- Le Kestria Mangku Negara (KMN) du roi de Malaisie (1993)
- Fellow de la Fondation, Académie des sciences de Malaisie (1995)
- Fellow, Académie des sciences du tiers monde (TWAS) (1996)
- Le prix d'excellence pour service de l'Association académique de l'UKM (1997)
- Le prix Langkawi pour sa contribution exceptionnelle dans le domaine de l'environnement (1998)
- Médaille d'or de la Fondation Rotary pour la recherche (sciences agricoles et biologiques) (1999)
- Fellow, Académie mondiale des arts et des sciences (2003)
- Fellow, Académie des sciences du monde islamique (2006)
- Prix d'excellence PGM (Genetics Society of Malaysia) (2011)
- Le titre « Dato' Sri », conféré par le sultan de Pahang (2012)
- Le titre fédéral « Tan Sri », conféré par le chef suprême de l'État de Malaisie (2014) [9]
- Prix MIDORI (2018) [10]
- Trois espèces portent son nom : un coléoptère ( Paleosepharia zakrii ), une cigale ( Pomponia zakrii ) et une sarracénie ( Nepenthes zakriana )[11].

## Occupation
- Président, Conseil national des sciences et de la recherche
- Président du Conseil, Conseil national des professeurs
- Président, Société malaisienne de biotechnologie
- Président, Institut national de prospective
- Coprésident du Groupe industrie-gouvernement malaisien sur la haute technologie (MIGHT)
- Coprésident, Aerospace Malaysia Innovation Centre (AMIC)
- Président, Organe subsidiaire chargé de fournir des conseils scientifiques, techniques et technologiques (SBSTTA), Convention sur la diversité biologique (1997-1999)
- Coprésident, Évaluation des écosystèmes pour le millénaire (2000-2005)
- Coprésident (2012) du Comité consultatif international de haut niveau de la Conférence mondiale sur la justice, la gouvernance et le droit sur la durabilité de l'environnement, tenue conjointement avec la Conférence des Nations Unies sur l'environnement et le développement (Rio+20).
- Groupe de haut niveau de la Convention des Nations Unies sur la diversité biologique sur l'évaluation mondiale des ressources pour la mise en œuvre du Plan stratégique pour la biodiversité 2011-2020.
- Ancien vice-président du Conseil exécutif de l'Académie des sciences du monde en développement (TWAS) du Conseil international pour la science (ICSU)
- Conseil scientifique, Groupe consultatif pour la recherche agricole internationale (GCRAI) Agence internationale de l'énergie atomique (AIEA) Groupe consultatif principal sur l'assistance technique et la coopération
- Groupe de conseillers d’experts de l’Organisation des Nations Unies pour l’alimentation et l’agriculture (FAO) sur l’évaluation de la stratégie d’entreprise
- Comité consultatif académique du Distinguished Scholar Award du programme de bourses du Fonds arabe (Koweït)
- Conseil d'administration, Institut pour les stratégies environnementales mondiales (Japon)
- Conseil consultatif international pour la conférence « Planet under Pressure » (Londres, 2012) Conseil du président de l'Académie des sciences de New York (NYAS)
- Académie des sciences de Malaisie Académie mondiale des arts et des sciences Académie des sciences du monde islamique
- Chancelier professionnel de l'Université multimédia, Malaisie (2018 - maintenant)

## Études
- 1966-1969 Diplôme du Collège d'agriculture, Malaisie, Malaisie
- 1970-1972 Université d'État de Louisiane, États-Unis Licence en sciences
- 1972–1974 Michigan State University, États-Unis Master ès sciences
- 1974–1976 Université de Michigan State, États-Unis Doctorat

## Nominations académiques
- 1976-1979 Maître de conférences, Département de biologie, Universiti Kebangsaan Malaisie
- 1978-1981 Chef du Département de génétique, Universiti Kebangsaan Malaisie
- 1980-1986 Professeur agrégé, Département de génétique, Universiti Kebangsaan Malaisie
- 1983-1987 Doyen adjoint de la Faculté des sciences de la vie, Universiti Kebangsaan Malaisie
- 1987-1992 Doyen de la Faculté des sciences de la vie, Universiti Kebangsaan Malaisie
- 1986-2000 Professeur, Département de génétique, Universiti Kebangsaan Malaisie
- 1992-2000 Vice-chancelier adjoint, Universiti Kebangsaan Malaisie
- 2003 Professeur émérite, Universiti Kebangsaan Malaisie
- 2009–2010 Titulaire de la chaire Tuanku Chancellor, Universiti Sains Malaysia
- 2001–2008 Directeur, Institut d'études avancées, Université des Nations Unies
- 2009-2010 Directeur fondateur, Center for Global Sustainability Studies, USM

## Conseils et comités sélectionnés
- 1981-1989 Secrétaire général de la Société pour l'avancement de la recherche sur la sélection en Asie et en Océanie
- 1994–1998 Président du Groupe de travail national chargé d'élaborer une politique nationale sur la diversité biologique, Malaisie
- 1996–2000 Président du Comité consultatif sur les modifications génétiques, Malaisie
- 1991-1992 Membre de la délégation malaisienne aux négociations intergouvernementales sur la Convention sur la diversité biologique
- 1993-2000 Membre de la délégation malaisienne aux réunions de la Conférence des Parties à la Convention sur la diversité biologique
- 1995-2000 Chef de la délégation malaisienne aux négociations intergouvernementales du Protocole de Carthagène sur la biosécurité
- 1997-1999 Président, Organe subsidiaire chargé de fournir des avis scientifiques, techniques et technologiques, Convention sur la diversité biologique
- 2001–2005 Coprésident du Conseil d’administration de l’Évaluation des écosystèmes pour le millénaire
- 2001–2005 Vice-président, Académie des sciences du monde en développement
- 2007 Membre, premier examen externe du programme Harvest Plus Challenge, Conseil scientifique, Groupe consultatif sur la recherche agricole internationale
- 2008 Membre du Groupe d'experts de la FAO sur la stratégie institutionnelle
- 2008-2010 Membre du Groupe consultatif de haut niveau de l'AIEA sur l'assistance technique et la coopération
- 2002–2008 Membre du Conseil d'administration, Institute of Global Environmental Studies, Japon
- 2008-2012 Membre du Conseil international des sciences (Conseil exécutif de l'ICSU)
- 2010 Membre du Comité du Conseil interacadémique examinant le processus et les procédures du Groupe d'experts intergouvernemental sur l'évolution du climat (GIEC)
- 2010-2012 Membre du Comité consultatif international, « Planet under Pressure » Londres 2012
- 2009-2012 Président, Conseil national des professeurs, Malaisie
- 2010 Président, Conseil national des sciences et de la recherche, Malaisie
- 2011 Coprésident du Groupe industrie-gouvernement malaisien en haute technologie (MIGHT)
- 2011-2012 Coprésident du Comité consultatif international de haut niveau du Programme des Nations Unies pour l'environnement (PNUE) sur la justice, la gouvernance et le droit pour la durabilité de l'environnement, Rio de Janeiro, juin 2012
- 2012 Membre du Groupe de haut niveau de la Convention sur la diversité biologique sur l'évaluation mondiale des ressources pour la mise en œuvre du Plan stratégique pour la biodiversité 2011-2020
- 2012 Membre du Conseil du président de l'Académie des sciences de New York (NYAS)
- 2017 - 2019 Président du conseil d'administration, Université de Malaisie

## Livres
- Sélection végétale et génie génétique (éditeur), SABRAO (1988) [12]
- Ressources génétiques des plantes sous-utilisées en Malaisie (éditeur), MNCPGR (1989)
- Ressources phytogénétiques (en malais), DBP (1993)
- Perspectives de prospection de la biodiversité (éditeur), GSM (1995)
- Ecosystems and Human Well-being (Synthèse) (membre de l'équipe de rédaction principale), Millennium Ecosystem Assessment, Island Press (2005) [13]
- Agriculture, sécurité humaine et paix mondiale : un carrefour du développement de l'Afrique (co-éditeur avec M. Taeb) Purdue University Press (2008) [14]